# 伊塞奥
伊塞奥（義大利語：Iseo），是意大利布雷西亚省的一个市镇。总面积25平方公里，人口9206人，人口密度368.2人/平方公里（2009年）。国家统计（ISTAT）代码为017085。

## 友好城市
- 奥地利塔姆斯韋格